# Торчешть
Торчешть, Торчешті (рум. Torcești) — село у повіті Галац в Румунії. Входить до складу комуни Умбререшть.
Село розташоване на відстані 177 км на північний схід від Бухареста, 52 км на північний захід від Галаца, 145 км на схід від Брашова.

## Населення
За даними перепису населення 2002 року у селі проживали 734 особи. Рідною мовою 733 особи (99,9%) назвали румунську.
Національний склад населення села:
| Національність | Кількість осіб | Відсоток |
| -------------- | -------------- | -------- |
| румуни         | 721            | 98,2%    |
| цигани         | 13             | 1,8%     |